# Élection présidentielle américaine de 2016 au Nevada
L'élection présidentielle américaine de 2016, cinquante-huitième élection présidentielle américaine depuis 1788, a lieu le 8 novembre 2016 et conduit à la désignation du républicain Donald Trump comme quarante-cinquième président des États-Unis.
Au Nevada, les Démocrates l'emportent avec Hillary Clinton.

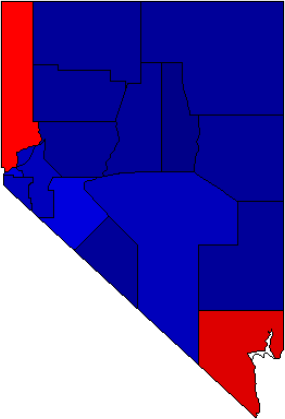
Carte des résultats de l'élection présidentielle américaine de 2016 par comté au Nevada (rouge : Clinton / bleu : Trump).

## Résultats des élections au Nevada
| Candidat présidentiel | Vice Président   | Parti Politique | Vote Populaire | Vote Populaire | Vote électoral |
| --------------------- | ---------------- | --------------- | -------------- | -------------- | -------------- |
| Hillary Clinton       | Tim Kaine        | Démocrates      | 539260         | 47,92 %        | 6              |
| Donald Trump          | Mike Pence       | Républicains    | 512058         | 45,5 %         | 0              |
| Gary Johnson          | Bill Weld        | Libertarien     | 37384          | 3,32%          | 0              |
| Darrell L. Castle     | Scott N. Bradley | Ind American    | 5268           | 0,47 %         | 0              |
| Autres (+)            | /                | /               | +/-30500       | 2,79 %         | 0              |

## Analyse
Aucun comté n'a changé de majorité entre 2012 et 2016. Aucun comté n'a voté à plus de 52,43 % Démocrate ou 84,66 % Républicain. Les plus réfractaires au candidat Républicain sont les habitants du comté de Clarck avec 41,72 %. Les plus pessimistes envers Hillary Clinton sont dans le comté d'Eureka avec 8,67 %